# Mykola Ivanovyč Kostomarov
Mykola Ivanovyč Kostomarov, noto anche con vari pseudonimi fra cui: Ijeremija Halka e Ivan Bogučarov (in ucraino Микола Іванович Костомаров? in russo Никола́й Ива́нович Костома́ров?, Nikolaj Ivanovič Kostomarov; Jurasovka, 16 maggio 1817 – San Pietroburgo, 19 aprile 1885), è stato uno storico e scrittore ucraino.

## Biografia
Fu professore di storia all'Università di Kiev (1846) e poi all'Università di San Pietroburgo (1859-1862). Fu uno dei fondatori del movimento separatista d'Ucraina. Liberale e seguace della religione ortodossa, attorno al 1846 creò la società segreta «Confraternita dei santi Cirillo e Metodio» avente come obiettivo primario la liberalizzazione del tessuto politico e sociale dell'impero russo secondo principi cristiani e slavofili. Fu pertanto a lungo imprigionato dapprima a San Pietroburgo e poi a Saratov (1847-1855).
Come storico Kostomarov indagò le condizioni che permisero la formazione dello stato russo interessandosi soprattutto alla vita interiore del popolo russo e ucraino. Si interessò soprattutto a quegli eventi in cui si verificarono grandi movimenti di masse popolari, come per esempio la rivolta di Pugačëv, quella di Razin, ecc.

## Opere
- La rivolta degli animali: lettera di un proprietario terriero piccolorusso al suo amico di Pietroburgo, a cura di Luca Calvi, Palermo: Sellerio, 1993
- Storie di Ucraina; traduzione di Carla Muschio; introduzione e commento di Marco Clementi, Roma: Odradek, 2008
- Poezii, drami, opovidannja, Kiiv: Dnipro, 1990
- Domasnjaja zizn i nravy velikorusskogo naroda: utvar, odezda, pisca i pite, zdorove i bolezni, nravy, obrjady, priem gostej, Moskva: Ekonomika, 1993
- Geroi smutnago vremeni, Berlin: G.Krejsing, 1922
- Istoriceskie monografii i issledovanija: v dvuh knigah, Moskva: Kniga, 1989
- Istoriceskie proizvedenija, avtobiografija, Kiev: Izdatelstvo pri Kievskom gosudarstvennom universitete, 1989
- Russkaja Istorija v zizneopisanijach ee glavnejsich deitelej, Moskva: A/O Kniga i Biznes
- Russkaja istorija v zizneopisanijach ee glavnejsich dejatelej, Moskva: Kniga, 1990-1992
- Skotskoj bunt, Moskva: Algoritm, 2002
- Slavjanskaja mifologija: istoriceskie monografii i issledovanija, Moskva: Carli, 1994
- Tvori v dvoh tomah, Kiiv: Dnipro, 1990